# Holla at Me
Holla at Me è il primo singolo del produttore discografico statunitense DJ Khaled, pubblicato nel 2006 ed estratto dall'album Listennn... the Album.
La canzone vede la partecipazione di Lil Wayne, Paul Wall, Fat Joe, Rick Ross e Pitbull.

## Il brano
Il brano utilizza un sample tratto dalla canzone Looking for the Perfect Beat di Afrika Bambaataa & Soulsonic Force del 1982.

## Tracce
1. Holla at Me (featuring Lil Wayne, Paul Wall, Fat Joe, Rick Ross and Pitbull) - 4:28

## Video
Nel videoclip della canzone appaiono Jim Jones, Birdman, Slim Thug, Remy Ma, Trina, Trick Daddy, DJ Drama, Scott Storch, DJ Clue, Cool & Dre, DJ Felli Fel e DMX.